# Марвіла (Румунія)
Марвіла (рум. Marvila) — село у повіті Бакеу в Румунії. Входить до складу комуни Корбаска.
Село розташоване на відстані 221 км на північ від Бухареста, 32 км на південний схід від Бакеу, 102 км на південь від Ясс, 121 км на північний захід від Галаца, 135 км на північний схід від Брашова.

## Населення
За даними перепису населення 2002 року у селі проживали 624 особи, усі — румуни. Усі жителі села рідною мовою назвали румунську.